# Boris Bojanovský
Boris Bojanovský (Bratislava, 15 aprile 1993) è un cestista slovacco.

## Palmarès
- FIBA Europe Cup: 1

Włocławek: 2022-2023
- Campionato slovacco: 4

Levice: 2017-2018, 2021-2022, 2022-2023, 2023-2024
- Coppa di Slovacchia: 2

Levice: 2019, 2024
- Alpe Adria Cup: 2

Komárno: 2016-17
Patrioti Levice: 2021-22